# Гусев, Геннадий Михайлович
Геннадий Михайлович Гусев (15 сентября 1933, Бежецк, Московская область — 30 октября 2012, Москва) — советский и российский публицист, издатель, партийный и государственный деятель.
Входил в так называемый «антисионистский кружок», бывший частью русского националистического движения в СССР, член националистической «группы Павлова».
Автор нескольких книг, мемуарист.

## Биография
Родился 15 сентября 1933 года Калининской (ныне Тверской) области, вырос в Белоруссии. Родители были выходцами из небогатых крестьянских семей. Отец являлся первым секретарём райкома в 1938—1960 годах. Окончил с красным дипломом философский факультет МГУ (1956).
В 1956 окончил философский факультет Московского университета с красным дипломом. Затем был на освобождённой комсомольской работе: в 1956—1961 годах работал секретарём Первомайского райкома ВЛКСМ и секретарём Краснодарского горкома ВЛКСМ, в 1961—1964 и 1967—1969 первым заместителем заведующего отделом пропаганды ЦК ВЛКСМ, в 1961—1964 годах инструктором ЦК ВЛКСМ. В 1962—1969 годах — ответственный работник ЦК ВЛКСМ. В 1964—1967 годах — заместитель главного редактора издательства ЦК ВЛКСМ «Молодая гвардия». В 1969—1978 годах работал инструктором сектора художественной литературы Отдела культуры ЦК КПСС.
После 1970 года активисты движения русских националистов по большей части были изгнаны из союзных политических
структур (ЦК партии и комсомола) в структуры РСФСР: в 1980—1984 годах Гусев занимал должность директора издательства Союза писателей РСФСР «Современник», был членом коллегии Госкомиздата РСФСР. Под полный контроль движения перешли структуры РСФСР, отвечающие за развитие культурной сферы; в 1984—1990 годах Гусев был помощником по вопросам культуры председателя Совета министров РСФСР Виталия Воротникова и сменившего его в 1988 году Александра Власова, а затем руководителем секретариата председателя Совета министров РСФСР. Кроме того, Гусев был представителем той части русских националистов, которая оставалась на союзном уровне: в 1978—1980 годах он был главным редактором контролировавшегося движением наиболее популярного журнала страны — «Роман-газеты», который подчинялся правлению Союза писателей СССР и издавался тиражом более 2 млн экземпляров. Директор издательства «Современник». Принимал участие в собраниях группы, образовавшейся вокруг секретаря Союза писателей РСФСР и главного редактора журнала «Москва» Михаила Алексеева, которая собиралась в гостинице «Украина».
С 1984 по 1991 годы был помощником по вопросам культуры председателя Совета министров СССР. С 1991 по 1993 — заместитель председателя Союза писателей России. С 1993 года до конца жизни был первым заместителем главного редактора журнала «Наш современник». В 1991—1993 годах — секретарь Союза писателей России.
Похоронен на Троекуровском кладбище в Москве.

## Деятельность и взгляды
Оказывал помощь писателю Леониду Леонову в работе над завершением его главного произведения «Пирамида». Гусевым была выпущена первая значимая книга Владимира Высоцкого «Нерв». Был редактором мемуаров художника Ильи Глазунова.
Активист националистической «русской партии», хотя не относился к числу её «вождей». Идеологическая позиция Гусева описывается как русский национализм с сильными симпатиями к сталинизму. Взгляды включали этнофобию и, в частности, антисемитизм.
Работая в секторе литературы отдела культуры ЦК КПСС курировал «национальных» (неславянских) писателей в РСФСР и часть республиканских писательских союзов на Кавказе и в Центральной Азии.
Большое число контактов и «личных связей» с бывшими сотрудниками ЦК ВЛКСМ 1960-х годов, включёнными в различные советские партийные и государственные структуры, предоставляли Гусеву политическую поддержку и страховку от неприятностей, а также были для него способом получать альтернативную информацию из идеологических сфер, которые его интересовали, и оказывать на них влияние. Сотрудничал с ветеранским движением, в особенности его издательским блоком. Опирался на помощь и покровительство хорошо знающих его бывших партийных руководителей Краснодарского края того же периода, которые занимали высокие посты в Москве, в результате чего уже через несколько лет после ухода из ЦК получил пост помощника члена Политбюро, который до своего назначения возглавлял Краснодарский край.
Занимая должность инструктора отдела культуры, Гусев предпринял попытку помочь писателю-фантасту Ивану Ефремову, который также имел связи с «русской партией»: в 1970 году роман «Час быка» Ефремов, вызвал недовольство КГБ, который составил записку в ЦК КПСС, и Гусеву было предложено написать на произведение отрицательную рецензию, но тот, прочитав роман, написал положительную. В результате, по собственному мнению, Гусев загубил свою партийную карьеру, хотя он проработал в аппарате ЦК КПСС ещё восемь лет.
Был одним из основных деятелей антилиберальной «кампании» 1977—1982 годов в литературе. В ходе борьбы с «ревизионистским» («либеральным») крылом в идеологической сфере Гусев и его единомышленники по «русской партии» в ряде случаев применяли все или почти все свои «личные связи».
Гусев и его друзья из отдела пропаганды и агитации аппарата ЦК ВЛКСМ, опираясь на примеры существовавших с начала 1960-х годов под эгидой ряда райкомов ВЛКСМ молодежных объединений, предприняли попытки сформировать сеть политических клубов для молодёжи, направленных на повышение «политической сознательности» и патриотизма советской молодёжи в деле борьбы с «идеологическим наступлением Запада». Эффективность этих клубов оказалась невелика, но одно из направлений данной деятельности, военно-патриотическое воспитание на примере Великой Отечественной войны, имело существенное развитие, например, игра «Зарница».

## Публикации
- Тропою мечты. М., 1962 (в соавторстве)
- Стань другом подростков. М.: Знание, 1964.
- Таращанские зори. Киев, 1963 (в соавторстве)
- Странствия Великой Мечты. М., 1987.
- Незабытое. М., 2011.